# 콜로리나 (텔레노벨라)
《콜로리나》(스페인어: Colorina)는 1980년 방영된 멕시코의 텔레노벨라이다.